# Béga nemzetközi InterCity
A Béga nemzetközi InterCity (Romániában Bega InterRegio) egy a MÁV és a CFR Călători által közlekedtetett InterCity vonat (vonatszám: 377/378), amely Budapest és Temesvár között közlekedik.

## Története
A vonat először 1997/1998-as menetrendváltástól közlekedett Budapest és Temesvár között gyorsvonatként a 2006/2007 menetrendváltásig (vonatszám 354/355). 2006/2007 menetrendváltással megszűntették és helyette a Maros InterCity közlekedett.
2021. december 12-től újra inditották új vonatszámmal 377/378.

## Útvonala
A vonat Budapest-Keleti pályaudvarról indul, és Szolnok, Békéscsaba, Lőkösháza, Arad érintésével érintésével közlekedik.

## Megállóhelyei
| Megállóhelyek                   |
| ------------------------------- |
| 1. Budapest-Keleti              |
| 2. Szolnok                      |
| 3. Kétpó                        |
| 4. Mezőtúr                      |
| 5. Gyoma                        |
| 6. Mezőberény                   |
| 7. Murony                       |
| 8. Békéscsaba                   |
| 9. Kétegyháza                   |
| 10. Lőkösháza                   |
| 11. Curtici (Kürtös) ( Románia) |
| 12. Arad                        |
| 13. Aradu Nou (Újarad)          |
| 14. Timişoara Nord (Temesvár)   |

## Vonatösszeállítás
A vonatot Budapest és Kürtös között általában a MÁV 470 sorozatú mozdonya vontatja. Kürtöstől Temesvárig a CFR mozdonyai továbbítják.
Vonatösszeállítás 2025. december 15-étől:
| Kocsiszám | Típus                           | Útirány              |
| --------- | ------------------------------- | -------------------- |
|           | MÁV 470 villanymozdony          | Budapest – Kürtös    |
|           | CFR 41 villanymozdony           | Kürtös - Temesvár    |
| 424       | CFR B11 (termes másodosztályú)  | Budapest - Temesvár  |
| 425       | CFR B11 (termes másodosztályú)  | Budapest - Temesvár  |
| 31        | START Bd (fülkés másodosztályú) | Budapest - Lőkösháza |
| 32        | START Bd (fülkés másodosztályú) | Budapest - Lőkösháza |
| 33        | START Bd (fülkés másodosztályú) | Budapest - Lőkösháza |

| Kocsiszám | Típus                           | Útirány              |
| --------- | ------------------------------- | -------------------- |
|           | CFR 41 villanymozdony           | Temesvár - Kürtös    |
|           | MÁV 470 villanymozdony          | Kürtös – Budapest    |
| 33        | START Bd (fülkés másodosztályú) | Lőkösháza - Budapest |
| 32        | START Bd (fülkés másodosztályú) | Lőkösháza - Budapest |
| 31        | START Bd (fülkés másodosztályú) | Lőkösháza - Budapest |
| 425       | CFR B11 (termes másodosztályú)  | Temesvár - Budapest  |
| 424       | CFR B11 (termes másodosztályú)  | Temesvár - Budapest  |